# Eumantispa fuscicolla
Eumantispa fuscicolla är en insektsart som beskrevs av C.-k. Yang 1992. Eumantispa fuscicolla ingår i släktet Eumantispa och familjen fångsländor. Inga underarter finns listade i Catalogue of Life.